# Château d'eau à Palić
Le château d'eau à Palić (en serbe cyrillique : Водоторањ на Палићу ; en serbe latin : Vodotoranj na Paliću) est situé à Palić, dans la province de Voïvodine, sur le territoire de la Ville de Subotica et dans le district de Bačka septentrionale, en Serbie. Il est inscrit sur la liste des monuments culturels protégés de la république de Serbie (identifiant no SK 1537).

## Présentation
Sur la rive nord du lac Palić se trouvent trois bâtiments clés de la station thermale : le château d'eau, la Grande terrasse et le Bain des femmes, construits au tournant des XIXe et XXe siècles dans le style de la Sécession hongroise par deux architectes de Budapest, Marcell Komor et Dezső Jakab. Le spa a ouvert ses portes en 1912. Le château d'eau, quant à lui, a été achevé en 1910.
Le bâtiment a été conçu pour remplir trois fonctions, celle de château d'eau, celle de porte de la station station thermale et celle de gare pour les tramways, le premier tram électrique étant arrivé dans la ville en 1897. Les deux unités principales, la tour et le château d'eau sont ainsi reliés par un grand arc concave et la vue s'étend jusqu'au lac, le long de l'allée centrale, la grande terrasse et sur la fontaine commémorative au bord du lac.